# Écran de cinéma
Pour les articles homonymes, voir Écran.

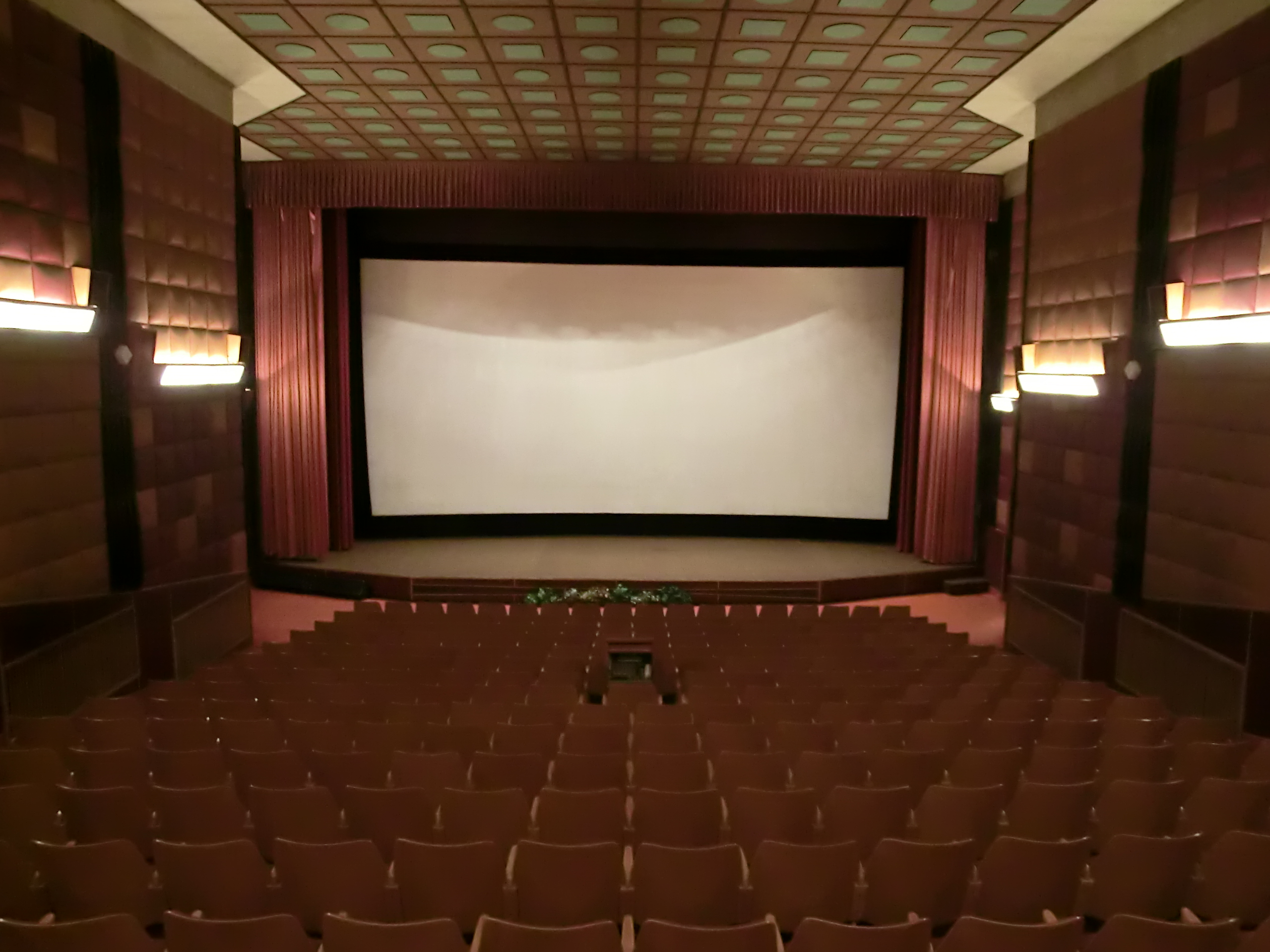
Un écran de cinéma dans une salle.

Un écran de cinéma est une grande toile blanche verticale sur laquelle on projette un film dans l'obscurité, le plus souvent dans une salle de cinéma.

## Caractéristiques
En général, la toile est :
- perlée, afin d'éviter les phénomènes de reflet, et que la lumière venant du projecteur se diffuse dans toutes les directions et donc soit visible de la même manière par tous les spectateurs (réflexion diffuse) ;
- perforée c'est-à-dire percée de petits trous[1] : en effet, pour que le son semble sortir de l'image, les haut-parleurs avant (gauche, centre, droit, parfois caisson de basses) sont en général placés derrière l'écran, les trous permettent donc de mieux laisser passer le son.

La plupart du temps, l'écran est plat. il est parfois courbé pour renforcer l'impression d'immersion, le cas extrême étant celui des cinémas 360° ou hémisphériques.
Dans le cadre des cinémas « classiques », l'écran est en général aux proportions Cinémascope 2,39:1 (c'est-à-dire qu'il est 2,39 fois plus large que haut). Ainsi, l'image projetée occupe toujours la totalité de la hauteur de l'écran, mais elle peut être plus étroite (il y a donc des bandes d'écran hors image à gauche et à droite de l'écran).
L'écran est le dernier maillon de la chaîne de restitution de l'image. La qualité de l'écran a une incidence sur la qualité de l'image perçue par le spectateur. Les défauts pouvant survenir sont :
- des taches ;
- des plis, si la toile est mal tendue ; c'est en particulier un problème pouvant survenir pour des installations provisoires : les projections en plein air ou dans des lieux qui ne sont pas dédiés. De nouveaux écrans "tensionnés" existent désormais, afin de supprimer les gondolements des traditionnels écrans déroulants.

- La projection de cinéma numérique à partir d'une source laser génère, sur un écran perforé, des effets de moirage. Toutefois, les effets de moirage peuvent être supprimés en utilisant un écran non perforé comme c'est dans le cas avec la technologie développé par Delair Labs.

## Écrans improvisés
Des films sont parfois projetés sur des façades de monuments, en général dans le cadre d'événements festifs ou commémoratifs. Dans l'idéal, la façade doit être blanche et matte, et le plus plat possible. L'image est altérée par les défauts de la façade : reliefs, variations de teinte.

## Dans la culture populaire
On utilise parfois l'expression « se faire une toile » pour signifier « aller voir un film » (synecdoque).